# Sondeo geotécnico
El sondeo geotécnico o mecanico es un tipo de prospección manual o mecánica, perteneciente a las técnicas de reconocimiento geotécnico del terreno, llevadas a cabo para conocer sus características. Se trata de perforaciones de pequeño diámetro, (entre 65 y 140 mm) que, aunque (por lo general)  no permiten la visión in situ del terreno, de ellos se pueden obtener testigos del terreno perforado, así como muestras, y realizar determinados ensayos en su interior. Excepcionalmente se pueden utilizar cámaras y equipos de vídeo para el diagnóstico in situ del interior.

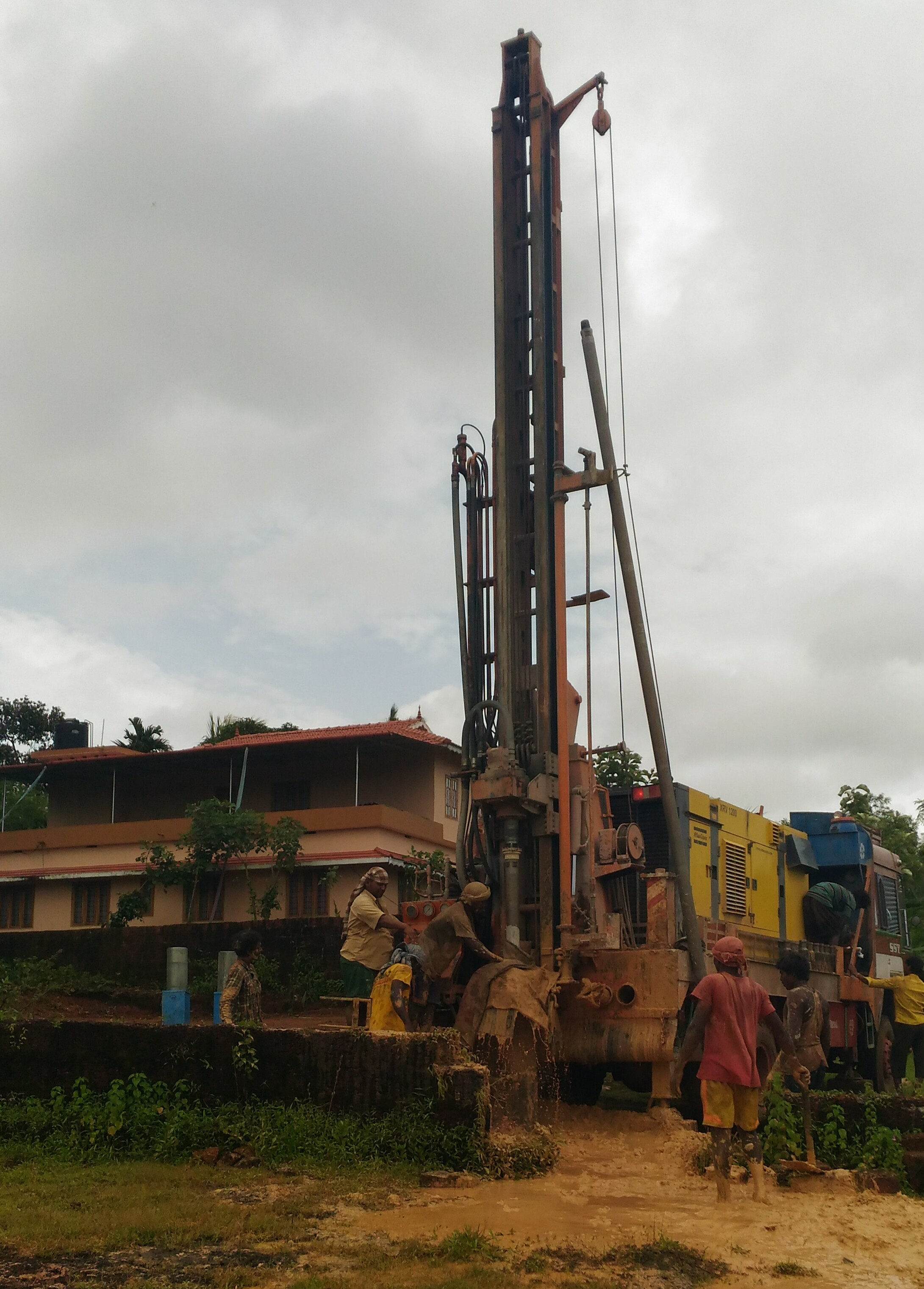
Labores de sondeo geotécnico

Nota: La capa vegetal es imposible hacerle estos estudios, además de innecesarios, ya que esta debe ser restituida para la construcción de una vía o pavimento, otros tipos de sondeos es el diamiamantino o perforación diamantina.
Dejando aparte los sondeos manuales con barrena o cuchara, los sondeos mecánicos se plantean para los siguientes requerimientos:
- Alcanzar profundidades superiores a las que se consiguen con calicatas.
- Reconocer el terreno bajo el nivel freático.
- Atravesar capas rocosas o de suelo muy resistente.
- Realizar ensayos in situ específicos, como el ensayo de penetración estándar SPT, presiómetro, molinete, permeabilidad in situ, etc.

## Sistemas de sondeo mecánico
Los sistemas de sondeo mecánico:

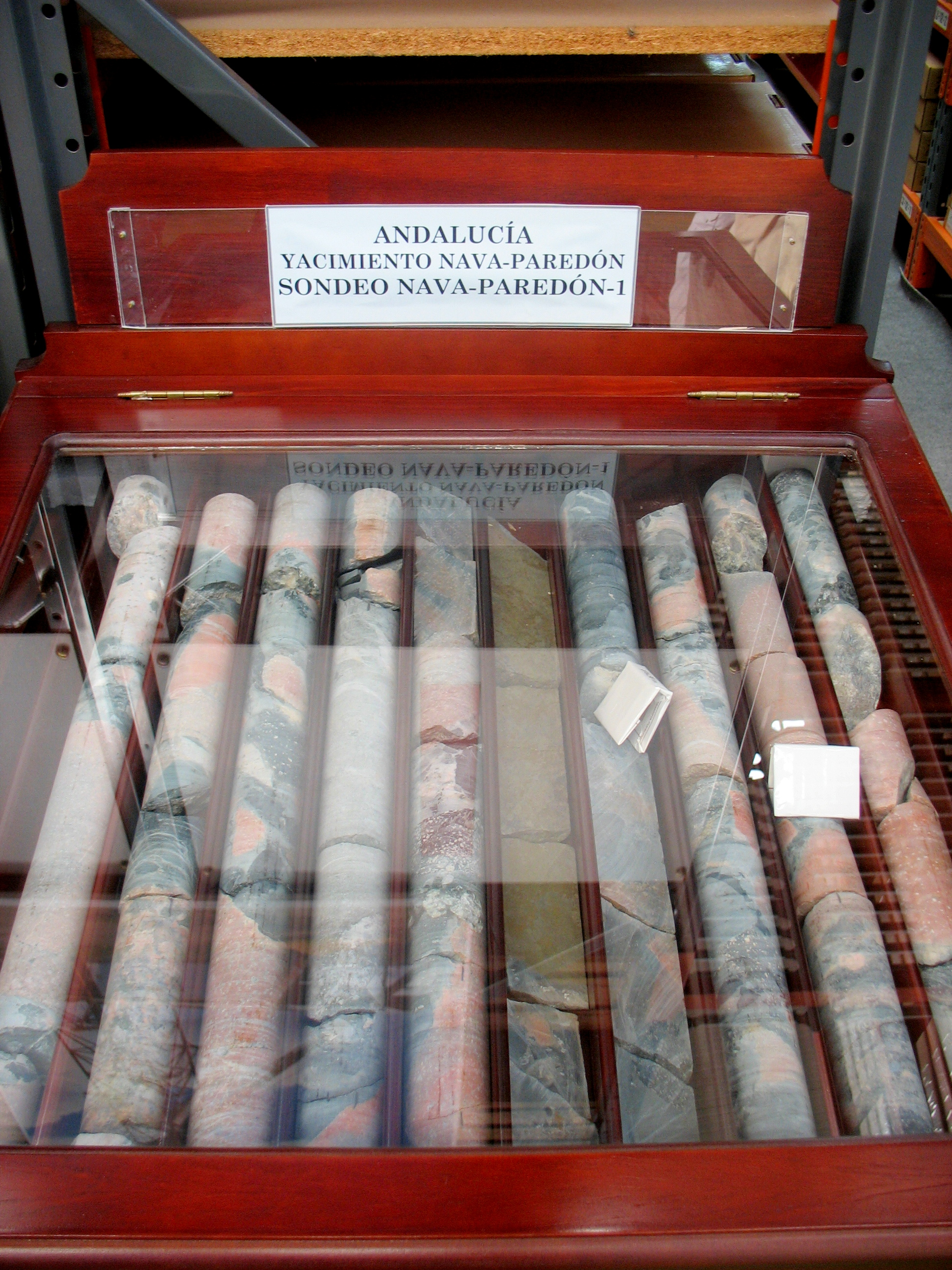
Muestras de roca procedentes de sondeos con extracción de testigo

- Sondeo a presión, con punta abierta o hueca, y maciza o cerrada. Se realiza en suelos blandos.
- Sondeo a percusión o golpeo, en suelos cementados o duros. Se utiliza un trépano o una cuchara dejándola caer desde una altura suficiente. El trépano se utiliza para atravesar bolos, grava gruesa, arcilla compacta o capas delgadas de roca. El detrito se extrae mediante circulación de agua. La cuchara se utiliza en suelos arcillosos más blandos y en arenas. Es un cilindro hueco que permite la entrada de suelo. Si éste es arenoso, lleva un dispositivo que impide la caída del suelo en la extracción.
- Sondeo a rotación con barrena helicoidal, maciza o hueca. Se puede utilizar si el terreno es relativamente blando y cohesivo, y no se encuentran capas cementadas, gravas, o roca en toda la profundidad de realización del sondeo. Si se utiliza barra helicoidal hueca, es posible la toma de muestras inalteradas y la realización de ensayos "in situ" por el interior de la sonda.
- Sondeo a rotación con extracción de testigo continuo, con o sin agua, mediante baterías simples o dobles que llevan en su borde inferior una corona cortadora de carburo de wolframio o diamante. Sirven para todo tipo de suelos o rocas, aunque pueden tener problemas de abrasión de la corona, o acodalamiento al atravesar bolos o gravas gruesas. El agua utilizada para favorecer la perforación y eliminar el detrito, puede desmenuzar suelos parcialmente cementados, rocas blandas o alteradas, y areniscas poco cementadas. Por ello conviene en estos casos la utilización de tubo o batería doble.
- Sondeo mediante métodos destructivos, como trépano, martillo o tricono. Se emplean si en el desarrollo de un sondeo no interesa obtener las propiedades geotécnicas de determinadas capas duras o de material granular grueso, bien porque se conozcan suficiententemente, o por otras razones.

El método de mayor utilización en España es el del sondeo helicoidal con sonda hueca, seguido por el sondeo a rotación con extracción de testigo continuo.
Con posterioridad a la realización de un sondeo, conviene registrar la variación temporal del nivel freático, para lo que se dejará un tubo de PVC ranurado en el interior del sondeo, convenientemente tapado.